# Høgskolen i Oslo
Høgskolen i Oslo (eng.: Oslo University College) var frem til 2011 med mere end 11.000 studerende og 1.100 ansatte det største offentligt ejede højskole i Norge. Højskolen blev dannet i 1994 ved en fusion af 18 mindre undervisningsinstitutioner i Oslo-området. Den blev fusioneret med Høgskolen i Akershus i 2011 til Høgskolen i Oslo og Akershus.
Højskolen tilbyder fag- og professionsuddannelser indenfor en lang række områder og af varierende længde fra bachelor- til doktorgrad samt efter- og videreuddannelse. Der undervises primært på norsk, men enkelte kurser er på engelsk. Rektor er Sissel Østberg.

## Afdelinger
- Afdelingen for æstetiske fag
- Afdelingen for læreruddannelse
- Afdelingen for sundhedsfag
- Afdelingen for sygeplejeuddannelse
- Afdelingen for ingeniøruddannelse
- Afdelingen for journalistik, biblioteks- og informationsfag
- Afdelingen for samfundsfag

Dertil kommer Center for flerkulturelt og internationalt arbejde og Center for professionsstudier.

## Medarbejdere
- Professor Berit Bae